# Marathon van Barcelona 2015
De marathon van Barcelona 2015 werd gehouden op zondag 15 maart 2015 in Barcelona. Het was de 37e editie van deze marathon.
Bij de mannen werd de wedstrijd gewonnen door de Keniaan Philip Cheruiyot Kangogo in 2:08.16. Aan de finish had hij ruim een minuut voorsprong op de Ethiopiër Bekana Daba Tolesa.
Bij de vrouwen was er een compleet Ethiopisch erepodium, waarbij Aynalem Kassahun met de hoogste eer ging strijken. Zij won in 2:28.18.
In totaal finishten 15.492 deelnemers de wedstrijd, waarvan 13.060 mannen en 2432 vrouwen.

## Marathon
Mannen
| rang   | naam                     | land | tijd    |
| ------ | ------------------------ | ---- | ------- |
| Goud   | Philip Cheruiyot Kangogo | KEN  | 2:08.16 |
| Zilver | Bekana Daba Tolesa       | ETH  | 2:09.41 |
| Brons  | Abdela Godana            | ETH  | 2:11.37 |
| 4      | Moses Too                | KEN  | 2:12.00 |
| 5      | Carles Castillejo        | ESP  | 2:12.03 |
| 6      | Samuel Rutto             | KEN  | 2:13.14 |
| 7      | Lawrence Kimayo          | KEN  | 2:14.27 |
| 8      | Devara Dugumo            | ALG  | 2:17.11 |
| 9      | Teferi Bacha Regasa      | ETH  | 2:17.48 |
| 10     | Pablo Gardiol            | URU  | 2:22.01 |

Vrouwen
| rang   | naam                    | land | tijd    |
| ------ | ----------------------- | ---- | ------- |
| Goud   | Aynalem Kassahun        | ETH  | 2:28.18 |
| Zilver | Mula Diro               | ETH  | 2:29.10 |
| Brons  | Belaynesh Shifera       | ETH  | 2:31.08 |
| 4      | Teresa Pulido Fernandez | ESP  | 2:44.53 |
| 5      | Julie Bennett           | AUS  | 2:46.23 |
| 6      | Degitu Jebesa Tolosa    | ETH  | 2:48.25 |
| 7      | Elina Junnila Junnila   | FIN  | 2:53.11 |
| 8      | Dubravka Vesligaj       | CRO  | 2:54.03 |
| 9      | Mireia Sosa Pérez       | ESP  | 3:04.41 |
| 10     | Karin Louise Swiegers   | DEN  | 3:05.27 |

1978 ·
1979 ·
1980 ·
1981 ·
1981 ·
1983 ·
1984 ·
1985 ·
1986 ·
1987 ·
1988 ·
1989 ·
1990 ·
1991 ·
1992 ·
1993 ·
1994 ·
1995 ·
1996 ·
1997 ·
1998 ·
1999 ·
2000 ·
2001 ·
2002 ·
2003 ·
2004 ·
2005 ·
2006 ·
2007 ·
2008 ·
2009 ·
2010 ·
2011 ·
2012 ·
2013 ·
2014 ·
2015 ·
2016 ·
2017 ·
2018 ·
2019 ·
2020 ·
2021 ·
2022 ·
2023 ·
2024